# Săveni
Săveni es una ciudad con estatus de oraș de Rumania en el distrito de Botoșani.

## Geografía
Se encuentra a una altitud de 109 m s. n. m. a 483 km de la capital, Bucarest.

## Demografía
Según estimación 2012 contaba con una población de 8 625 habitantes.
| 1948  | 1956 | 1966 | 1977  | 1992  | 2002  | 2012  |
| 6 470 | s/d  | s/d  | 7 345 | 8 475 | 8 145 | 8 625 |